# كورنيليوس دبليو. أرمسترونغ
كورنيليوس دبليو. أرمسترونغ (بالإنجليزية: Cornelius W. Armstrong)‏ هو سياسي أمريكي، ولد في 18 ديسمبر 1827. انتخب عضو جمعية ولاية نيويورك.